# Ичери-Шехер (станция метро)
«Ичери Шехер» (азерб. İçərişəhər – с азербайджанского «Внутренний город»; 2007 года Бакы Совети с азерб. — «Бакинский Совет») — конечная станция  первой (Красной) линии Бакинского метрополитена, расположенная после станции «Сахил». Архитектура станции была удостоена республиканской премии Совета Министров Азербайджанской ССР.

## Характеристика
Станция открыта 6 ноября 1967 года в составе первой очереди «Бакы Совети» — «Нариман Нариманов». Перед вестибюлем станции — зелёные насаждения. Сквозь них хорошо просматривается стеклянная пирамида вестибюля. Внутри вестибюля, как и на всех станциях глубокого заложения, два зала: кассовый и эскалаторный. «Ичери Шехер» — самая близкая к исторической части города станция метро, именно с этим связано её новое название. После реконструкции станция стала одной из самых красивых и оригинальных в Баку.
Перед станцией расположен съезд со второго пути на первый, так как съезд не перекрёстный, первый путь с момента открытия станции не используется, все поезда прибывают и отправляются только с одного пути. Более того, межпилонные проходы на первый путь до реконструкции были перекрыты чугунными решётками.
Ожидается продление этой линии в юго-западные районы Баку. После станции «Ичери Шехер» планируется построить ещё четыре новые станции, вследствие чего начнёт использоваться первый путь.
При подъезде к станции в вагонах звучит фрагмент из песни «Бакинские ночи» (азерб. Bakı gecələri) композитора Алекпера Тагиева.

## Галерея

На перроне станции
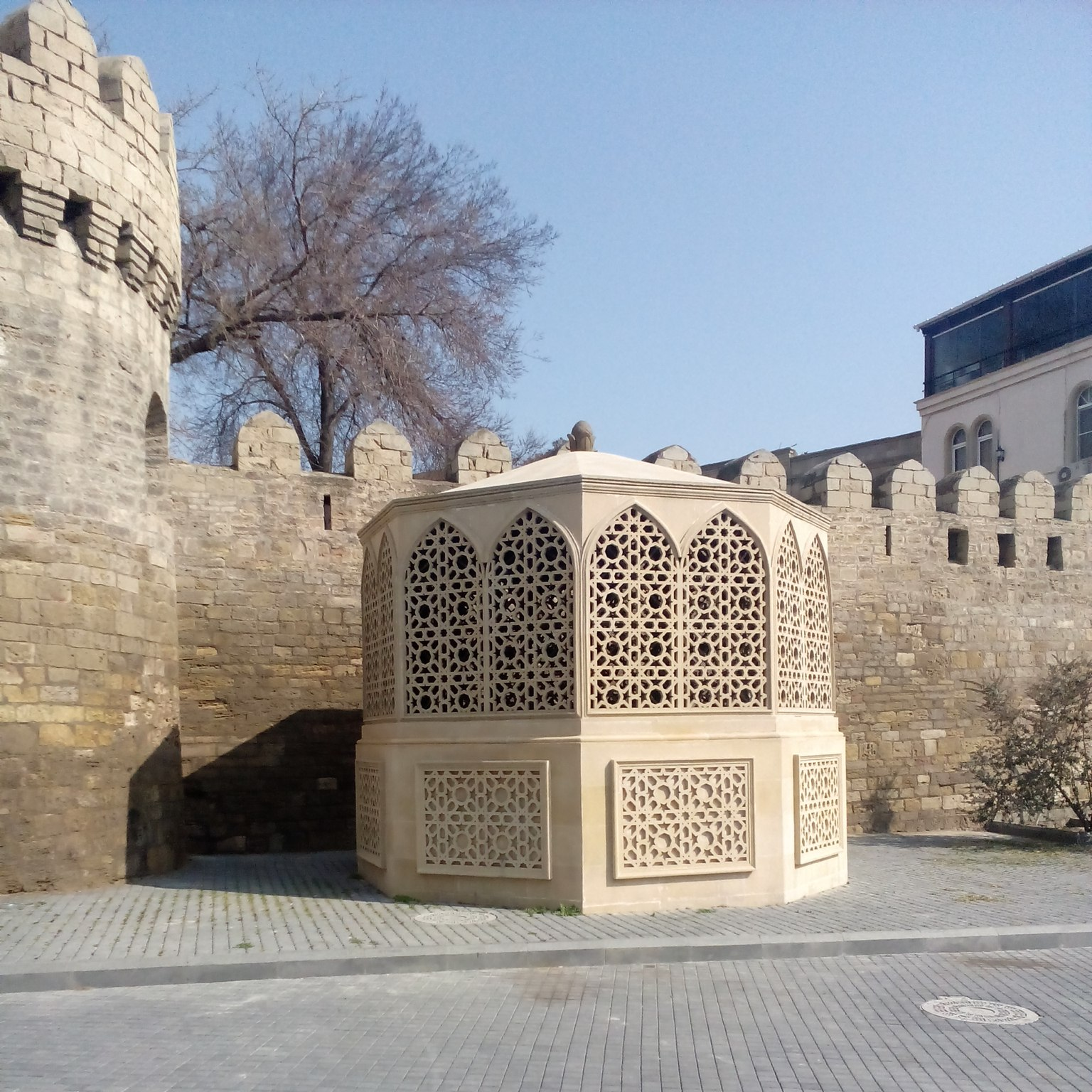
Оголовок вентиляционной шахты вблизи станции
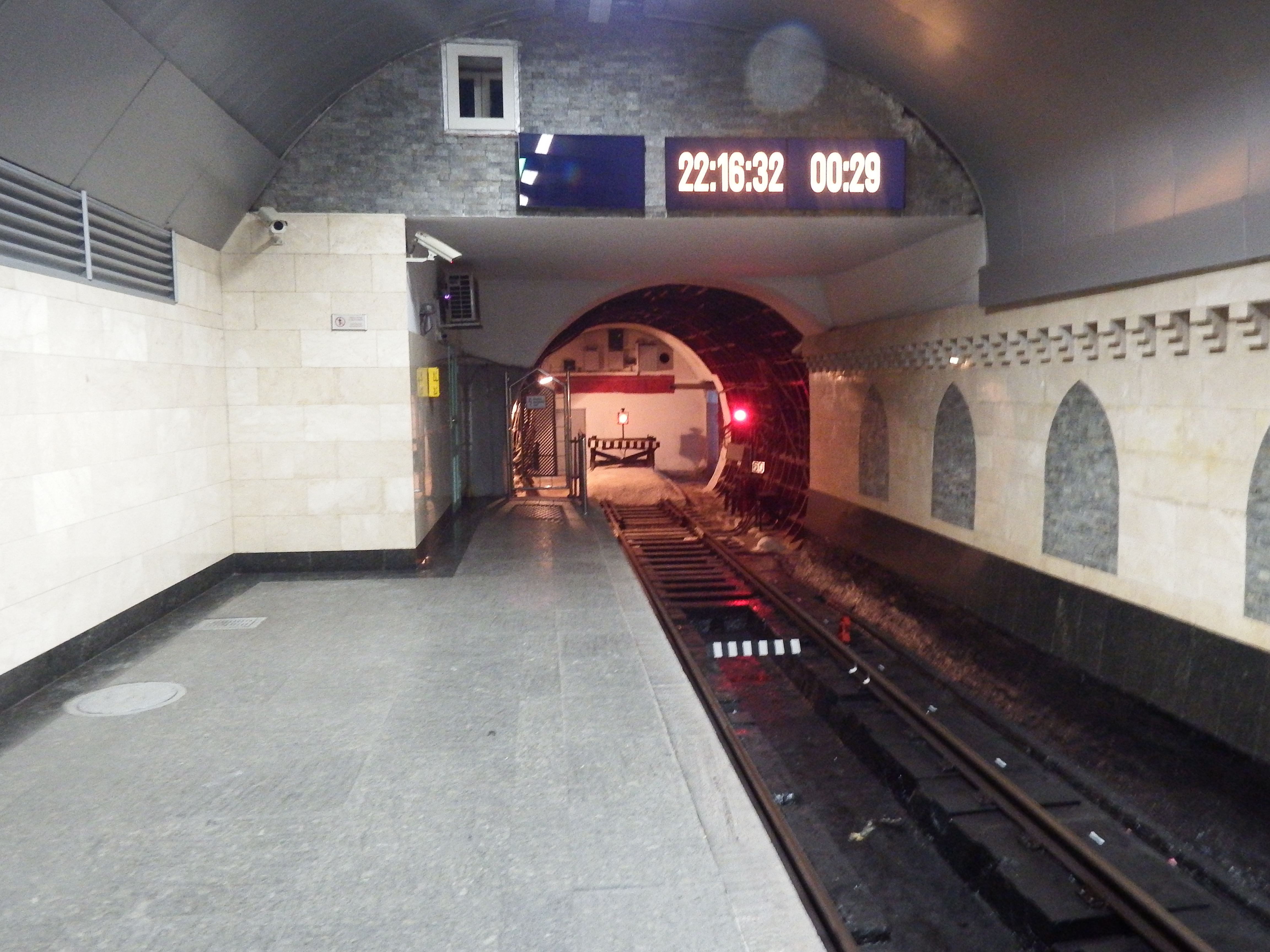
Тупик на станции «Ичере Шехер»